# Пастушковые
Пастушко́вые (лат. Rallidae) — многочисленное семейство мелких и среднего размера птиц из отряда журавлеобразных.

## Общая характеристика
Размер и вес варьирует от 12—13 см и 40 г у белокрылого погоныша (Coturnicops exquisitus) до 59—63 см и 2—3,2 кг у гигантской лысухи (Fulica gigantea) и такахе (Porphyrio mantelli).
Почти все птицы этого семейства живут вблизи водоёмов и на заболоченных территориях; среди исключений можно назвать коростеля, который гнездится на лугах, пашнях и в других открытых ландшафтах.
Типичные представители этого семейства селятся среди густой растительности нижнего яруса по берегам озёр и рек или на болотах. Немногие сравнительно примитивные виды обитают во влажных тропических лесах. В частности, из любимых мест обитания можно выделить заросли тростника, осоки или камыша. В целом птицы этого семейства ведут довольно скрытный, часто ночной или сумеречный образ жизни, избегают открытых пространств и их трудно увидеть.
Большинство видов быстро и уверенно бегают по мягкой, топкой почве благодаря своим сильным лапам с длинными пальцами, уменьшающими нагрузку на землю. У лысух на лапах имеются фестончатые плавательные лопасти по бокам пальцев, что говорит о её преимущественно водном образе жизни. Крылья у пастушковых, как правило, короткие и закруглённые; птицы летают редко, но при необходимости способны преодолеть значительное расстояние. Виды, живущие на островах, часто перестают летать вообще, и по этой причине в настоящее время многие из них вымерли, так как были неспособны защититься от наземных врагов, таких как кошки, крысы и свиньи.
Как правило, тело пастушковых немного приплюснуто с боков — это, а также более гибкий по сравнению с другими птицами позвоночник позволяет им лучше лавировать в зарослях тростника или другой густой прибрежной растительности. Хвосты у всех видов птиц короткие и мягкие, обычно приподняты вверх, почти у всех из них имеется белое подхвостье. На лбу часто можно увидеть белый, оранжевый или красный щиток, который предохраняет голову птицы от травм. Оперение мягкое и рыхлое; линька происходит дважды в год — во время полной послебрачной временно утрачивается способность к полёту. Половой диморфизм (видимые различия между полами) у большинства (за исключением четырёх) видов не выражен, за исключением того, что самцы немного крупнее самок. Характерной чертой семейства является равномерное подёргивание хвостом и покачивание головой при ходьбе и во время плавания.
Ночная активность и ограниченная видимость в условиях зарослей привела к тому, что у этих птиц хорошо развито голосовое общение между собой. Это довольно шумные птицы, их разнообразное и не всегда благозвучное пение хорошо слышно за пределами мест обитания. Пастушковые — всеядные птицы, питаются как растительной, так и животной пищей, иногда охотятся за другими птицами и их яйцами, рептилиями, земноводными, рыбой и мелкими грызунами. В целом для мелких видов характерен животный корм, а для крупных растительный, хотя бывают и исключения.
Птенцы пастушковых — выводкового или полувыводкового типа, вылупившись, они долго в гнезде не задерживаются. Через день или два, а у крупных видов через 3-4 дня самка начинает выводить птенцов на прогулку, каждый раз возвращаясь обратно. Поначалу за птенцами ухаживает только мать, а отец занимается добычей пропитания. Впоследствии оба родителя участвуют в выводке птенцов.

## Распространение
Пастушковые распространены во всём мире, отсутствуя только в арктических и субарктических регионах, Антарктиде и крупных пустынях. Наиболее биоразнообразие наблюдается в тропиках и субтропиках, в таёжной зоне северного полушария и на субарктических островах замечено лишь несколько видов. Отличительной особенностью пастушковых является их способность проникать даже на самые отдалённые острова при том, что летают они редко и плохо.
На территории России пастушковые представлены 14 видами из 9 родов, 11 из которых гнездятся. Имеются сообщения о единичных залётах с территории Северной Америки каролинского погоныша (Porzana carolina). Случаи гнездования рогатой камышницы (Gallicrex cinerea) и белогрудого погоныша считаются пока недоказанными. В Красную книгу России включены виды рогатая камышница, султанка (Porphyrio porphyrio) и красноногий погоныш (Porzana fusca).

## Классификация
В семействе пастушковых (Rallidae) 43 современных рода:
- Род Canirallus — Серогорлые пастушки
  - Canirallus oculeus — Западноафриканский серогорлый пастушок
- Род Pardirallus (3 вида)
  - Pardirallus maculatus
  - Pardirallus nigricans — Траурный пастушок
  - Pardirallus sanguinolentus — Свинцово-серый пастушок
- Род Mustelirallus (4 вида)
- Род Amaurolimnas — Одноцветные пастушки
  - Amaurolimnas concolor — Одноцветный пастушок
- Род Aramides — Лесные пастушки (8 видов)
- Род Rallus — Пастушки (14 видов)
- Род Crecopsis
  - Crecopsis egregia
- Род Rougetius — Бурые пастушки
  - Rougetius rougetii — Бурый пастушок
- Род Dryolimnas — Кювьеровы пастушки
  - Dryolimnas cuvieri — Кювьеров пастушок
  - † Dryolimnas augusti
- Род Crex — Коростели
  - Crex crex
- Род Aramidopsis — Сулавесские пастушки
  - Aramidopsis plateni — Сулавесский пастушок
- Род Lewinia (4 вида)
- † Род Diaphorapteryx
  - † Diaphorapteryx hawkinsi
- Род Aptenorallus
  - Aptenorallus calayanensis
- Род Habroptila — Пастушки-барабанщики
  - Habroptila wallacii — Пастушок-барабанщик
- Род Gallirallus — Пастушки-уэка
  - Gallirallus australis
- Род Eulabeornis — Мангровые пастушки
  - Eulabeornis castaneoventris — Каштановогрудый мангровый пастушок
- Род Cabalus
  - Cabalus lafresnayanus — Новокаледонский пастушок
  - † Cabalus modestus — Чатемский пастушок
- Род Hypotaenidia (12 видов)
- Род Porphyriops
  - Porphyriops melanops
- Род Porzana — Погоныши (3 вида)
- Род Tribonyx (2 вида)
- Род Paragallinula
  - Paragallinula angulata
- Род Gallinula — Камышницы (7 видов)
- Род Fulica — Лысухи (11 видов)
- Род Porphyrio — Султанки (13 видов)
- Род Micropygia — Глазчатые пастушки
  - Micropygia schomburgkii — Глазчатый пастушок
- Род Rufirallus
  - Rufirallus viridis
  - Rufirallus castaneiceps
- Род Coturnicops — Жёлтые погоныши
  - Coturnicops exquisitus — Белокрылый погоныш
  - Coturnicops noveboracensis — Жёлтый погоныш
  - Coturnicops notatus — Дарвинов жёлтый погоныш
- Род Laterallus — Амазонские погоныши (13 видов)
- † Род Mundia
  - † Mundia elpenor — Вознесенский пастушок
- † Род Aphanocrex
  - † Aphanocrex podarces — Святоеленский пастушок
- Род Zapornia (15 видов)
- Род Rallina — Полосатые погоныши (4 вида)
- Род Gymnocrex — Гологлазые пастушки
  - Gymnocrex rosenbergii
  - Gymnocrex talaudensis
  - Gymnocrex plumbeiventris
- Род Himantornis — Западноафриканские красноногие пастушки
  - Himantornis haematopus — Западноафриканский красноногий пастушок
- Род Megacrex — Новогвинейские мангровые пастушки
  - Megacrex inepta — Новогвинейский мангровый пастушок
- Род Poliolimnas
  - Poliolimnas cinereus
- Род Aenigmatolimnas
  - Aenigmatolimnas marginalis — Полосатый погоныш
- Род Gallicrex — Рогатые камышницы
  - Gallicrex cinerea — Рогатая камышница
- Род Amaurornis — Малые пастушки (5 видов)
- † Род Aphanapteryx
  - † Aphanapteryx bonasia — Рыжий маврикийский пастушок
- † Род Erythromachus
  - † Erythromachus leguati — Пастушок Легата